# Авиакатастрофа Ми-8 рядом с селом Лата
Авиакатастрофа Ми-8 рядом с селом Лата — уничтожение вертолёта Ми-8 российских ВВС, проводившего гуманитарный рейс из осаждённого абхазского города Ткварчели в Гудауту, произошедшее 14 декабря 1992 года в ходе грузино-абхазской войны 1992-93 годов. Погибли все находящиеся в вертолёте: по сообщениям разных СМИ от 81 до 87 человек, многие из которых были эвакуировавшимися из осаждённого города женщинами (из них 8 были беременны) и 35 детьми. Это происшествие часто называют латской трагедией. Погибшие захоронены в Гудауте.

## Происшествие
14 декабря 1992 года из блокированного грузинскими военными Ткварчели вылетели два вертолёта с беженцами в сопровождении Су-25. Со слов пилота уцелевшего вертолёта, рейсы велись с октября, точкой посадки и отбытия вертолётов в Ткварчели изначально был городской стадион, однако в конце ноября вертолёты сменили точку посадки из-за переполнения стадиона людьми. С его же слов, экипаж не вёл учета числа пассажиров и не проверял их личности, при этом стараясь не возить из Ткварчели военных; однако полевые командиры Анцупов и Зантария сели в вертолёт по согласованию с находившимися в Ткварчели абхазскими военными силами. Каждый раз вертолёты следовали новым маршрутом.
В районе села Лата по вертолёту была выпущена ракета из ПЗРК. Как показало дальнейшее расследование, это оказался ПЗРК «Стрела-2».

## Версии

### Абхазские
Абхазская сторона с самого начала придерживалась версии о том, что авиакатастрофа была результатом действия грузинских вооружённых сил.

### Грузинские
Изначально грузинская сторона отрицала малейшее своё участие в падении вертолёта. Выдвигалось несколько версий произошедшего:
1. Вертолёт был сбит над территорией, контролируемой абхазскими военными формированиями[6]. Однако эта версия не имела под собой оснований, так как эта территория полностью контролировалась грузинскими вооружёнными силами[источник не указан 702 дня]. Через некоторое время Грузия признала, что трагедия произошла на её территории: над селом Лата Гулрыпшского района.
2. Вертолёт упал из-за перегруза. Действительно, согласно тактико-техническим данным Ми-8 предназначен для переброски от 24 до 30 человек, в зависимости от модификации. В вертолёте же, помимо экипажа, присутствовало от 79 до 84 человек.
3. У грузинской армии не было информации о том, что рейс будет использоваться для эвакуации[7]. Согласно этой версии, Грузия знала лишь о том, что на этом вертолёте полетят Владимир Анцупов, Аслан Зантария — известные и авторитетные абхазские полевые командиры — и бойцы абхазской армии. Они в самом деле летели с 12 бойцами[8].
4. Абхазы или русские преднамеренно допустили утечку информации про летящих этим рейсом Анцупова и Зантария, умолчав о большом количестве гражданских лиц на борту[9]. Согласно этой версии, абхазские либо российские власти решили таким образом усилить ненависть к грузинам, с целью усиления сопротивления. Кроме того, высказывается версия и о том, что некое абхазское властное лицо хотело любой ценой уничтожить Зантария. Вне зависимости от истинности этой версии, уничтожение вертолёта действительно вызвало подъём ненависти к грузинам и увеличение численности абхазских боевых отрядов[источник не указан 702 дня].

## Память

Монумент в память о крушении Ми-8 на месте, откуда он взлетел

Гибели людей посвящено множество стихов. 14 декабря 1997 г. в городе Гудаута в Парке им. Героя Абхазии О. Ш. Гунба был основан памятник. Скульптурную композицию создали Лакрба В. К. и Чкадуа Ю. В. Архитектор: Хагба М. А. Кроме того, существует мемориал в Гудауте и Гупе.